# A Waffen-SS rendfokozatai
A Schutzstaffel (SS - védelmi osztag) (az NSDAP védelmére létrehozott csoport) által alkalmazott katonai rendfokozatok többször változtak és bővültek. Ez azonban lényegében csak a fekete egyenruhás SS-re (Allgemeine SS) vonatkozik, nem a Waffen-SS-re. A Waffen-SS rendfokozatok a második világháború végén az alábbi táblázat szerint alakultak. A Wehrmacht irányítása alá rendelt Waffen-SS viszont „harcoló” alakulat volt, aminek a Wehrmachtnak megfelelő rendfokozatai voltak, néhány kivételtől eltekintve. A magyar rendfokozatok tehát csak közvetve párhuzamosíthatók az SS rendfokozataival. A  Wehrmacht és a Waffen-SS katonái a zubbonyujjon, illetve a váll-lapon (néhány kivételtől eltekintve) azonos formájú és értékű rendfokozati jelzéseket viseltek. A m. kir. Honvédség részéről azonban nem került sor arra, hogy hivatalosan, rendeletben meghatározza a német és magyar rendfokozatok egyenértékűségét és ezt a honvédség állományával közölje.
| hajtókajelvény             | váll-lap                   | speciális ruházat                                | Waffen-SS rendfokozat                                 | magyarul                                         | Wehrmacht megfelelő        | Wehrmacht megfelelő     |
| tábornokok                 |                            |                                                  |                                                       |                                                  |                            |                         |
|                            |                            |                                                  | Reichsführer-SS                                       | SS „birodalmi vezető” vezértábornagy (Wehrmacht) | Generalfeldmarschall       |                         |
|                            |                            |                                                  | SS-Oberst-Gruppenführer (Generaloberst der Waffen-SS) | vezérezredes                                     | Generaloberst              |                         |
|                            |                            |                                                  | SS-Obergruppenführer (General der Waffen-SS)          | „fegyvernemi tábornok”                           | General der Waffengattung  |                         |
|                            |                            | SS-Gruppenführer (Generalleutnant der Waffen-SS) | altábornagy                                           | Generalleutnant                                  |                            |                         |
|                            |                            |                                                  | SS-Brigadeführer (Generalmajor der Waffen-SS)         | vezérőrnagy                                      | Generalmajor               |                         |
| főtisztek                  |                            |                                                  |                                                       |                                                  |                            |                         |
|                            |                            |                                                  | SS-Oberführer                                         | „rangidős ezredes”                               | –                          | –                       |
|                            |                            |                                                  | SS-Standartenführer                                   | ezredes                                          | Oberst                     |                         |
|                            |                            |                                                  | SS-Obersturmbannführer                                | alezredes                                        | Oberstleutnant             |                         |
|                            |                            |                                                  | SS-Sturmbannführer                                    | őrnagy                                           | Major                      |                         |
| tisztek                    |                            |                                                  |                                                       |                                                  |                            |                         |
|                            |                            |                                                  | SS-Hauptsturmführer (1935 előtt Sturmhauptführer)     | százados                                         | Hauptmann                  |                         |
|                            |                            |                                                  | SS-Obersturmführer                                    | főhadnagy                                        | Oberleutnant               |                         |
|                            |                            |                                                  | SS-Untersturmführer (1935-ig SS-Sturmführer)          | hadnagy                                          | Leutnant                   |                         |
| tiszthelyettesek           |                            |                                                  |                                                       |                                                  |                            |                         |
|                            |                            |                                                  | SS-Sturmscharführer                                   | főtörzsőrmester                                  | Stabsfeldwebel             |                         |
|                            |                            |                                                  | SS-Hauptscharführer (SS-Standartenoberjunker)         | törzsőrmester                                    | Oberfeldwebel              |                         |
|                            |                            |                                                  | SS-Oberscharführer (SS-Standartenjunker)              | „törzsőrmester”                                  | Feldwebel                  |                         |
|                            |                            |                                                  | SS-Scharführer (SS-Oberjunker)                        | őrmester                                         | Unterfeldwebel             |                         |
|                            |                            |                                                  | SS-Unterscharführer (SS-Junker)                       | szakaszvezető                                    | Unteroffizier              |                         |
| tisztesek                  |                            |                                                  |                                                       |                                                  |                            |                         |
| nincs SS megfelelő         | nincs SS megfelelő         | nincs SS megfelelő                               | nincs SS megfelelő                                    | nincs SS megfelelő                               | Stabsgefreiter             |                         |
| center‎                     |                            | –                                                | SS-Rottenführer                                       | tizedes                                          | Obergefreiter              |                         |
| center‎                     |                            |                                                  | SS-Sturmmann                                          | őrvezető                                         | Gefreiter                  |                         |
|                            |                            |                                                  | SS-Oberschütze                                        | 1. oszt. közlegény „főlövész”                    | Oberschütze                |                         |
|                            |                            |                                                  | SS-Schütze SS-Mann                                    | közlegény                                        | Soldat, Schütze, Grenadier |                         |
| a Waffen-SS szabadcsapatai | a Waffen-SS szabadcsapatai | a Waffen-SS szabadcsapatai                       | a Waffen-SS szabadcsapatai                            | a Wehrmacht sorkatonája                          | a Wehrmacht sorkatonája    | a Wehrmacht sorkatonája |

Megjegyzés:
1./ a Magyar Honvédségben a főtörzsőrmester feletti legmagasabb altiszti rendfokozat volt  az „alhadnagy”. Ennek nem volt megfelelője sem a Waffen-SS-ben, sem pedig a Heerben.
2./ A Honvédségben az I.A. állománycsoportban a legalacsonyabb tiszti rendfokozat a „zászlós” volt:
zászlós, hadnagy, főhadnagy, százados. Ennek nincsen német megfelelője. Nem szabad németre lefordítani szó szerint, mert ez egy „szakkifejezés” és nem megfelelője a „Fähnrich”, aki a Heerben csak tiszti iskolás és rendfokozata megfelel az „Unteroffizier” rendfokozatnak, és emiatt az „Unterof-fiziere ohne Portepee” kategóriába tartozik! A „Fahnenjunker Fähnrich” Waffen-SS-beli tisztiiskolás megfelelője, az Unterscharführer rendfokozatot a váll-lapján viselő "SS-Standartenjunker". A magyar zászlós tehát „Főtiszt”, nem pedig altiszt. A magyar tisztiiskolások (hadapródiskolás növendékek és akadémikusok) nem viseltek rendfokozati jelzéseket. Nem volt rangjuk.